# Bohumil Mořkovský
Bohumil Mořkovský (n. 14 decembrie 1899, Valašské Meziříčí⁠(d), Zlín, Cehia – d. 16 iulie 1928, Valašské Meziříčí⁠(d), Zlín, Cehia) a fost un gimnast artistic ce a reprezentat Cehoslovacia, medaliat olimpic. A participat la o ediție a Jocurilor Olimpice (1924) în care a câștigat o medalie de bronz.

## Participări
Lista de mai jos prezintă principalele competiții la care a participat Bohumil Mořkovský de-a lungul carierei.
- gymnastics at the 1924 Summer Olympics – men's vault[*]